# بيتر بيوت
السير بيتر كاريل، بارون بيوت، زميل كلية الأطباء الملكية وزميل كلية الصحة العامة في المملكة المتحدة وزميل أكاديمية العلوم الطبية، الحائز على وسام القديس ميخائيل والقديس جرجس (ولد في 17 فبراير 1949) هو عالم أحياء دقيقة بلجيكي بريطاني معروف بأبحاثه في الإيبولا والإيدز.
ساعد بيوت في اكتشاف فيروس الإيبولا في عام 1976 وقاد الجهود لاحتواء أول وباء إيبولا مسجل على الإطلاق في نفس العام. أصبح بيوت بعدها باحثًا رائدًا في مجال الإيدز. وشغل مناصب رئيسية في الأمم المتحدة ومنظمة الصحة العالمية وشملت أبحاثه الإيدز وتدبيره. وعمل بصفة أستاذ في الكثير من الجامعات في جميع أنحاء العالم. وكتب 16 كتابًا وأكثر من 600 مقال علمي.

## النشأة والتعليم
ولد بيوت في لوفن، بلجيكا. كان والده موظفًا حكوميًا يعمل في مجال الصادرات الزراعية وكانت والدته تدير شركة بناء. بيوت هو الأكبر وله أخ وأخت.
بدأ بيوت الدراسة في كلية الهندسة والفيزياء في جامعة خنت، بقصد دراسة الفيزياء، ثم نقل مجال دراسته إلى الطب. خلال دراسته في كلية الطب، حصل بيوت على دبلوم في الطب الاستوائي من معهد الطب الاستوائي في أنتويرب، في أنتويرب نفسها. في عام 1974، حصل على درجة الدكتوراه في الطب من جامعة خنت. في عام 1980، حصل بيوت على درجة الدكتوراه في علم الأحياء الدقيقة السريرية من جامعة أنتويرب.

## حياته المهنية
في عام 1976، خلال عمله في معهد الطب الاستوائي، كان بيوت يعمل ضمن فريق لاحظ فيروسًا شبيهًا بفيروس ماربورغ في عينة دم مأخوذة من راهبة مريضة تعمل في زائير. وسافر بيوت وزملاؤه بعد ذلك إلى زائير ضمن لجنة دولية أنشأتها حكومة زائير للمساعدة في كبح الفاشية. حققت اللجنة الدولية اكتشافات مهمة عن كيفية انتشار الفيروس، وسافرت من قرية إلى أخرى، ونشرت المعلومات ووضعت المرضى وأولئك الذين كانوا على اتصال بهم في الحجر الصحي. وكان الوباء قد انحسر بالفعل عندما وصلت اللجنة الدولية، بفضل التدابير التي اتخذتها السلطات المحلية والوطنية، وتوقف أخيرًا في غضون ثلاثة أشهر، بعد أن سبّب وفاة نحو 300 شخص. جرى تمثيل الأحداث من قبل مايك ووكر على راديو بي بي سي 4 في ديسمبر 2014 بإنتاج ديفيد مورلي. وكان بيوت الراوي في البرنامج.
حظي بيوت بمعظم الفضل في اكتشاف الإيبولا، منذ عام 1976، زُعم أنه كان الشخص الذي تلقى عينات الدم خلال عمله في مختبر في معهد الطب الاستوائي في أنتويرب، بلجيكا. قبل ذلك، زُعم أن العينات أرسلها في الأصل الدكتور جان جاك مويمبي تامفوم، وهو طبيب كونغولي حصل على عينات الدم من أولئك الذين أصيبوا بمرض غامض في زائير آنذاك، واكتشف لاحقًا أنه الإيبولا. في عام 2012، نشر بيوت مذكرات بعنوان «لا وقت لنضيعه» والتي تؤرخ عمله المهني، بما في ذلك اكتشاف فيروس الإيبولا. يذكر مويمبي بشكل عابر لا بصفة مكتشف مشارك. في مقال نُشر في مجلة الأمراض المعدية عام 2016، شارك في توقيعه معظم المؤثرين في تلك الفاشية الأولى، وضمنهم بيتر بيوت وجان جاك مويمبي، دُحضت ادعاءات بيوت ومويمبي بأنهما أديا دورًا بارزًا في الاكتشاف المبكر للإيبولا. صرح بيوت في عام 2019 «كتابي لم يكن محاولة لكتابة تاريخ الإيبولا، بل كان تجربتي الشخصية».
في ثمانينيات القرن الماضي، شارك بيوت في سلسلة من المشاريع التعاونية في بوروندي وكوت ديفوار وكينيا وتنزانيا وزائير. وكان مشروع الوكالة السويدية للتنمية الدولية في كينشاسا في زائير أول مشروع دولي بشأن الإيدز في إفريقيا، ومن الأمور المسلم بها على نطاق واسع أنه وفر أسس الفهم العلمي للإصابة بفيروس نقص المناعة البشري في إفريقيا. عمل بيوت بصفة أستاذ علم الأحياء الدقيقة والصحة العامة في معهد الأمير ليوبولد للطب الاستوائي في أنتويرب، وفي جامعة نيروبي، وجامعة فريجي في بروكسل، ولوزان، وبصفة أستاذ زائر في كلية لندن للاقتصاد. وكان أيضًا زميلًا أقدم في جامعة واشنطن في سياتل، وباحثًا مقيمًا في مؤسسة فورد، وزميلًا أقدم في مؤسسة بيل وميليندا غيتس.